# Reindert Lenselink

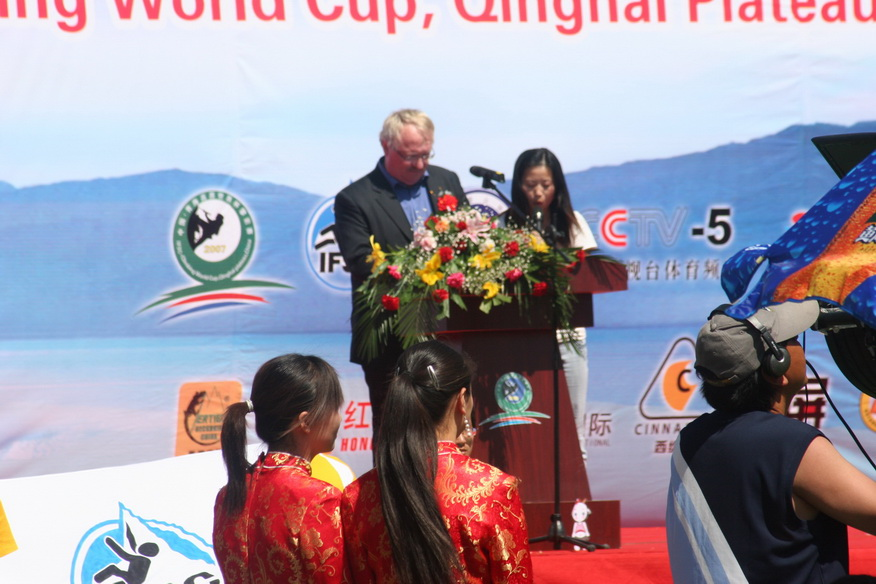
Lenselink op de World Cup Qinghai

Reindert Lenselink (Kampen, 16 juli 1956) is een Nederlands sportbestuurder. Lenselink was tot augustus 2009 algemeen secretaris van de internationale sportklimfederatie, de IFSC.

## Werkzaamheden
Sinds 1974 is Lenselink actief als klim- en bergsportinstructeur. In 1978 werd hij secretaris van de Commissie Opleiding Kader van de Nederlandse Bergsport Vereniging, die later met de Koninklijke Nederlandse Alpen Vereniging samenging in de Koninklijke Nederlandse Klim- en Bergsport Vereniging (NKBV).
Lenselink bekleedde sinds 1996 bestuursfuncties in de nationale en internationale sportwereld. Hij was vanaf 1996 tot 2006 bestuurslid van de NKBV en had onder andere het sportklimmen in zijn portefeuille. Tijdens de algemene ledenvergadering van de NKBV op 21 november 2009 is Reindert Lenselink voor zijn grote verdienste voor het bestuurlijk promoten van het sportklimmen binnen en buiten de NKBV benoemd tot erelid.
Vanaf 2000 was Lenselink algemeen secretaris binnen het bestuur van de International Council for Competition Climbing (ICC), een zelfstandige council binnen de Union Internationale des Associations d'Alpinisme. Reindert Lenselink heeft een grote bijdrage geleverd aan de verzelfstandiging van de ICC tot IFSC die op 27 januari 2007 werd opgericht en waarvan Lenselink ook de algemeen secretaris was.
Op 27 februari 2009 werd Lenselink herkozen tijdens de algemene ledenvergadering van de IFSC in Turijn als algemeen secretaris voor de termijn van 2009 tot 2013. Eind juli 2009 trad hij om persoonlijke redenen af als algemeen secretaris van de IFSC.
Tijdens de algemene ledenvergadering van de IFSC op 25 februari 2012 in Amsterdam is Lenselink door de leden van de IFSC unaniem benoemd tot Honorary Member of the IFSC.
In februari 2013 is Lenselink benoemd door de Federation of Mountaineering Rock and Ice Climbing of Kyrgyzstan (FCMRK) als bestuurslid voor Sport Development en Asian Affairs.